# Papia di Ierapoli
Papia di Ierapoli, noto anche come Papia di Gerapoli (Anatolia, 70 circa – dopo il 130), è stato un vescovo e santo greco antico, secondo la tradizione cristiana vescovo di Hierapolis (attuale Pamukkale, in Turchia) a pochi chilometri da Laodicea, in Frigia (Asia Minore - da non confondersi con Ierapoli Bambice in Siria). È venerato come santo dalla Chiesa cattolica  che ne celebra la festa il 22 febbraio.

## Biografia

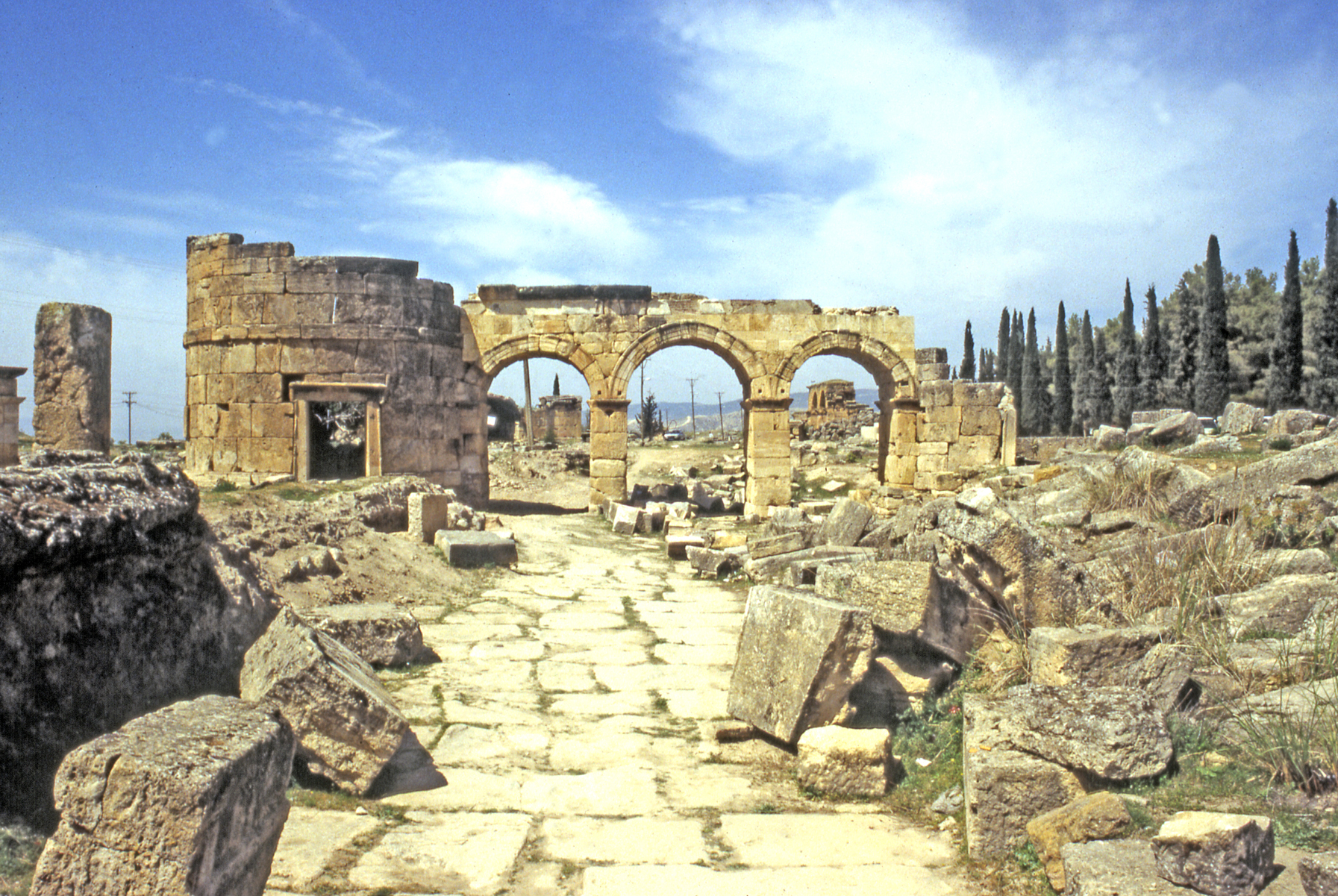
Ierapoli

Poco si conosce di questo vescovo delle origini della Chiesa: le informazioni fornite da Ireneo di Lione ed Eusebio di Cesarea su Papia sono infatti a tratti discordanti. È ricordato per la sua poderosa opera in cinque libri, Spiegazione dei detti del Signore, di cui rimangono solo 13 frammenti. Il libro è datato intorno al 110 o 130. La presenza di semitismi nel linguaggio lo collocherebbe, in particolare, nel gruppo dei giudeo-cristiani.
Il primo riferimento a Papia è riportato da Ireneo di Lione (fine II secolo), che fa risalire a Papia le parole che Gesù avrebbe detto circa la straordinaria fertilità della vita nel nuovo Regno. Eusebio di Cesarea (275 circa - 30 maggio 339), che lo ricorda nella sua Storia ecclesiastica, non ne aveva invece una grande stima e lo cita come sostenitore del pensiero millenarista, cioè dell'idea che prima del Giudizio Universale vi sarebbero stati mille anni di Paradiso in terra, senza più dolore per l'umanità. Grazie al suo prestigio Papia ebbe parecchi seguaci millenaristi.
Nei suoi scritti Papia documentò lo sforzo nel ricercare in modo fedele gli insegnamenti di Gesù anche attraverso l'ascolto diretto dei discepoli: "Giudicavo infatti che le cose contenute nei libri non mi avrebbero giovato tanto, quanto le cose (comunicate) da una voce viva e permanente". Egli cercò quindi di raccogliere, nella sua opera, quelle testimonianze che venivano direttamente da discepoli di Cristo e che oralmente erano state trasmesse ai loro successori in un momento in cui la Chiesa si lasciava alle spalle non solo la generazione di chi aveva direttamente conosciuto e seguito Gesù, ma anche quella degli immediati successori.
Secondo Ireneo, fu amico e compagno di Policarpo di Smirne e ascoltatore di Giovanni.  Eusebio riferisce le parole di Papia secondo le quali ascoltò l'insegnamento di Giovanni, ma il fatto che Giovanni sia menzionato due volte è da interpretare, secondo Eusebio, come il riferimento a due distinte persone, Giovanni apostolo e Giovanni il presbitero.
Secondo una tradizione Papia morì martire sul rogo. I fedeli lo considerarono presto un santo, non tanto per la sua opera letteraria, quanto per le sue virtù di cristiano e i suoi meriti di pastore.

## Frammenti sui Vangeli di Marco e Matteo
I frammenti più famosi riguardano le informazioni sugli evangelisti Marco e Matteo. Secondo Papia, Marco ha raccolto la testimonianza di San Pietro, mentre Matteo ha curato una prima redazione del suo vangelo in aramaico.
La testimonianza su Marco è la seguente:
(Papia, citato in Eusebio, Storia ecclesiastica, libro III, capitolo 39, 15, Vol. I, p. 191)
 Più sintetica, invece, l'informazione su Matteo:
(Papia, citato in Eusebio, Storia ecclesiastica, libro III, capitolo 39, 16, Vol. I, p. 191)

## Frammenti sulla morte di Giuda
Secondo Apollinare di Laodicea, Papia avrebbe riferito nella Spiegazione dei detti del Signore della morte di Giuda Iscariota, benché tale testo non sia presente nel Nuovo Testamento.
Apollinare riferisce due versioni del suo racconto:
- Versione lunga: "Grande esempio di empietà fu in questo mondo Giuda, le cui carni gonfiarono talmente, che, per dove sarebbe facilmente passato un carro, non avrebbe potuto passare lui. Anzi neppure la sola stessa mole del suo capo avrebbe potuto. Poiché dicono che anche le palpebre dei suoi occhi si ingrossano tanto che egli non poteva più vedere affatto la luce, e neppure il medico con la diottra riusciva a vedere i suoi occhi, tanto erano profondi dalla superficie esterna. I suoi genitali apparivano ingrossati e più ripugnanti d'ogni deformità, e da essi uscivano pus e vermi che da tutto il corpo affluivano, per ludibrio, insieme agli escrementi. Dopo molti tormenti e supplizi, egli morì, come dicono, in un suo podere, che, per il puzzo, è rimasto fino ad ora deserto e disabitato ed anche oggi nessuno può attraversare quel luogo senza turarsi il naso con le mani. Tanto fu lo scolo che dalle sue carni penetrò nella terra.".
- Versione corta: "Grande esempio di empietà fu in questo mondo Giuda, le cui carni gonfiarono talmente, che, non avrebbe potuto passare lui, per dove sarebbe facilmente passato un carro. Essendo stato schiacciato da un carro, le sue viscere si sparsero fuori.".

## Morte di Giovanni
Secondo Filippo di Side e Giorgio Amartolo Papia avrebbe raccontato nel secondo libro della Spiegazione dei detti del Signore che gli apostoli Giovanni e Giacomo il Maggiore furono uccisi dagli ebrei e che questo fu il compimento della profezia di Gesù riguardo alla sorte dei due. Il biblista anglicano Richard Bauckham dubita che il passo sia veramente di Papia e ritiene che Filippo e Giorgio abbiano usato documenti spurii.

## Giuseppe il Giusto
Secondo Eusebio di Cesarea e Filippo di Side, Papia avrebbe riportato nella Spiegazione dei detti del Signore  che Giuseppe il Giusto avrebbe bevuto del veleno senza soffrirne alcun effetto. Questo episodio potrebbe essere collegato alla conclusione del Vangelo di Marco, dove Gesù afferma: "e, se berranno qualche veleno, non recherà loro danno".